# 64ns Premis Grammy
Els 64ns Premis Grammy es van dur a terme el 3 d'abril de 2022 al MGM Grand Garden Arena de Las Vegas. Va reconèixer els millors enregistraments, composicions i artistes de l'any d'elegibilitat, des de l'1 de setembre de 2020 fins al 31 d'agost de 2021. Les nominacions es van revelar mitjançant una transmissió en directe virtual el 23 de novembre de 2021. Els intèrprets de la cerimònia es van anunciar el 15, 24 i 30 de març de 2022. El còmic sud-africà Trevor Noah, qui ja ho havia sigut en l'anterior cerimònia, va ser-ne l'amfitrió. La ubicació de la cerimònia va marcar la primera vegada que l'Acadèmia de la gravació va canviar de ciutat amfitriona per a una sola cerimònia.
Jon Batiste va ser qui rebré més nominacions amb 11, seguida de Doja Cat, H.E.R., i Justin Bieber amb 8 cadascú.
Batiste va endur-se el major nombre de guardons, amb cinc, i entre ells va guanyar el de l'Àlbum de l'Any per We Are. Silk Sonic va guanyar el Disc de l'any i el permi a la Cançó de l'any per "Leave the Door Open ", i Olivia Rodrigo va guanyar el Millor Artista Novell. La cerimònia estava programada originalment pel 31 de gener de 2022 a la Crypto.com Arena de Los Angeles; no obstant això, el 5 de gener de 2022, l'Acadèmia va ajornar de la gravació de la cerimònia indefinidament a causa de problemes de salut i seguretat relacionats amb la variant Omicron COVID-19. El 18 de gener de 2022, la cerimònia es va reprogramar al 3 d'abril de 2022 i la seva ubicació es va traslladar al MGM Grand Garden Arena de Las Vegas, a causa dels conflictes de programació resultants amb el Crypto.com Arena.